# Азия Ардженто
Азия Ардженто (на италиански: Asia Argento), родена Ария Мария Витория Роса Арженто (на италиански: Aria Maria Vittoria Rossa Argento), е италианска актриса и певица. Дъщеря е на продуцента Дарио Ардженто. Участва във филмите „Трите хикса“ (2002), „Земята на мъртвите“ (2005) и „Мария Антоанета“ (2006). Носителка на две награди „Давид на Донатело“ за най-добра актриса за филмите „Perdiamoci di vista“ (1994) и „Compagna di viaggio“ (1996).
След секс скандала, развихрил се покрай Харви Уайнстийн през 2017 г., тя става една от главните фигури на женското движение „#MeToo“. През август 2018 г. обаче вестник „Ню Йорк Таймс“ оповестява твърденията на актьора Джими Бенет, който я обвинява, че му е посегнала сексуално през 2013 г., когато той е бил на 17 години, а тя – на 37. Ардженто отрича твърденията. Впоследствие признава за половия акт, но твърди че инциаторът е бил малолетният Бенет, който ѝ се нахвърлил, а по съвет на нейния приятел Бурдейн тя му платила 380 000 долара. Междувременно комикът Джеф Лийч се оплаква от тормоз от нейна страна - как непрестанно го е заливала с голи снимки, въпреки че знаела, че има годеница Когато ѝ направил забележка тя казала, че праща свои голи снимки на много хора и никой не го намира за скандално или възмутително. Впоследствие става ясно, че докато дава пресконференции как е насилена от Уайнстийн, Ардженто е сключила финансово споразумение за шестцифрена сума, за да не се изправи пред съд и да отговаря за думите си.